# أولغا ميلين
أولغا ماريانيفنا ميلين زابرامنا (ولدت في 3 يناير 1980 في لفيف)، محامية وناشطة بيئية أوكرانية. وهي حائزة على أرقى جائزة دولية في مجال حماية البيئة - جائزة غولدمان للبيئة (2006).

## سيرتها الشخصية
تخرجت في كلية الحقوق بجامعة لفيف الوطنية في 2002. وحصلت على شهادة في «فقه القانون» وكذلك إجازة في ترجمة المؤلفات المهنية.
بدأت حياتها المهنية كمتطوعة بيئية في المنظمة الخيرية الدولية «البيئة - القانون - الإنسان» في 2001، ثم أصبحت فيما بعد محامية مساعدة. عملت كمستشارة قانونية منذ 2002، ورئيسة للقسم القانوني منذ منتصف 2005. حصلت على درجة الماجستير في القانون البيئي من جامعة نوتنغهام (المملكة المتحدة) في 2009.
حصلت على جائزة غولدمان للبيئة في 2006. استخدمت الوسائل القانونية كمحامية لوقف بناء قناة في دلتا الدانوب، واحدة من أكثر مناطق المياه أهمية في العالم. تعرضت أولغا للهجوم من قبل الحكومة التي كانت في السلطة قبل ثورة البرتقال بسبب أنشطتها.
كانت أولغا واحدة ضمن خمسة أوكرانيين شاركوا في مسار الشعلة الأولمبية قبل أولمبياد بكين في 2008.

## وصلات خارجية
МЕЛЕНЬ-ЗАБРАМНА ОЛЬГА МАР'ЯНІВНА, Дані з ЄДР نسخة محفوظة 3 червня 2019 على موقع واي باك مشين. (بالأوكرانية)